# П'явка равликова
П'явка равликова (Glossiphonia complanata) — вид п'явок з роду Glossiphonia  родини Пласкі п'явки ряду Хоботні п'явки (Rhynchobdellida). Інші назви «великий равликова п'явка», «шестиока клепсіна». За кількість нулеотидних змін розрізняють європейських та північноамериканських равликових п'явок, яких з 1968 року виділяють в окремі підвиди.

## Опис
Загальна довжина становить 15—30 мм, завширшки 10 мм. Має 3 пари очей, що лежать одні за одними, інколи злиті між собою. Тіло у передній частині доволі широке (особливо спереду, біля очей), звужується поступово до задньої частини. На спинній стороні 3 пари поздовжніх рядів сосочков, з яких серединні розвинені краще інших. Передня присоска дуже потужна. «Хобіток» являє собою своєрідну трубку, що ховається у роті. черевна сторона ложкоподібно увігнута.
Забарвлення зеленувато-бурого або оливково-бурого, дуже мінливе, іноді досить строкате. Має малюнок зі світлих цяток на сосочках, що дає враження поперечної смугастості тіла.

## Спосіб життя
Зустрічається в озерах, ставках, зрідка серед мулистого субстрату. Доросла п'явка надзвичайно «ледача» й багато часу нерухомо лежить, присмоктавшись до підводних предметів і до широколистих рослин. Вона не може плавати, а лише повзає водними рослинами та іншими предметами. Зачіпляється до субстрату почергово передньою і задньою присосками. Якщо відірвати цю п'явку від субстрату, то впавши на дно, вона згортається кільцем або в кульку, на зразок їжака. Також може здійснювати коливальні — «дихальні» рухи. Маскується завдяки своєму забарвленню й нерухомості, нерідко вкривається частками мулу. Дихання здійснюється безпосередньо через шкіру.
Полює із засідки. Живиться кров'ю різних молюсків — брюхоногих і м'якотілих (Bithynia tentaculata, Lymnaea stagnalis, Physa fontinalis, Physa heterostropha, Planorbarius corneus, Planorbis vortex, Potamopyrgus jenkinsi, Pisidium, Sphaerium), які нерідко після її нападу гинуть у результаті втрати крові або закупорки дихального отвору. Рідше равликова п'явка нападає на личинок комах і черв'яків. В свою чергу равликова п'явка служить їжею рибам, водоплавним птахам і ссавцям. Є остаточними господарем для деяких паразитів, насамперед трипаноса.
Розмножується двічі: наприкінці першого і другого року життя. Відкладає до 120 яєць, по 20 у кожному з 6 коконів. Кокони кріпляться до рослин або каміння. Інкубаційний період триває 40 діб. Після появи дитинчат, вони прикріплюються до тіла п'явки-матері, яких та охороняє. Після другої кладки яєць п'явки зазвичай гинуть, лише деякі з них можуть доживати до 3-річного віку. Присмоктуючись до субстрату, п'явка прикриває яйця своїм широким пласким тілом. Якщо її потурбують, то вона згортається, замикаючи купу яєць. Деякий час піклуються про молодь, яка згодом починає живиться самостійно: спочатку на інших п'явках (Erpobdella octoculata, Dina lineata, Trocheta subviridis, Trocheta bykowskii, Hirudo medicinalis, Haemopis sanguisuga, Hemiclepsis marginata, Placobdella costata), а згодом переходять на молюсків.
Тривалість життя 2—3 роки.

## Розповсюдження
Мешкає у Північній Америці, Європі та Азії.

## Підвиди
- Glossiphonia complanata complanata — Північна Америка та Азія
- Glossiphonia complanata maculosa — Європа